# Athiasella caverna
Athiasella caverna är en spindeldjursart som beskrevs av Bruce Halliday 200. Athiasella caverna ingår i släktet Athiasella och familjen Ologamasidae. Inga underarter finns listade.